# Helena Fromm
Helena Fromm (Oeventrop, 5 d'agost de 1987) és una esportista alemanya que va competir en taekwondo.
Va participar en els Jocs Olímpics de Londres 2012, obtenint una medalla de bronze en la categoria de –67 kg. Va guanyar dues medalles de bronze al Campionat del Món de taekwondo, en els anys 2007 i 2011, i tres medalles al Campionat d'Europa de taekwondo entre els anys 2006 i 2010.

## Palmarès internacional
| Jocs Olímpics      | Jocs Olímpics             | Jocs Olímpics | Jocs Olímpics |
| Any                | Lloc                      | Medalla       | Categoria     |
| ------------------ | ------------------------- | ------------- | ------------- |
| 2012               | Londres ( Anglaterra)     | 3             | –67 kg        |
| Campionat del Món  |                           |               |               |
| Any                | Lloc                      | Medalla       | Categoria     |
| 2007               | Pequín ( R.P. de la Xina) | 3             | –67 kg        |
| 2011               | Gyeongju ( Corea del Sud) | 3             | –67 kg        |
| Campionat d'Europa |                           |               |               |
| Any                | Lloc                      | Medalla       | Categoria     |
| 2006               | Bonn ( Alemanya)          | 2             | –63 kg        |
| 2008               | Roma ( Itàlia)            | 1             | –67 kg        |
| 2010               | Sant Petersburg ( Rússia) | 3             | –67 kg        |